# كوركوريس
كوركوريس، (بالإنجليزية: Curcuris)‏، (سردينيا: Crucùris)، هي بلدية في مقاطعة أوريستانو،، في منطقة سردينيا الإيطالية، وتقع على بعد حوالي 60 كيلومترا (37 ميل) شمال غرب كالياري، وحوالي 25 كيلومترا (16 ميل) جنوب شرق أوريستانو.

## السكان
في سنة 1861 بلغ عدد السكان 343 نسمة، وتطور العدد ليصل في سنة 2011 لـ 314 نسمة.
يظهر هذا المخطط البياني تطور النمو السكاني لـ كوركوريس